# Lumière (Kiddy Grade)
Lumière (リュミエール?) è un personaggio immaginario della serie manga e anime Kiddy Grade creata dallo studio Gonzo e gímik.

## Il personaggio
Lumière è una receptionist del GOTT ed un membro dell'ES, insieme alla sua collega Éclair. Lumière ha scarsissime, o quasi nulle, abilità fisiche, ed il suo punto di forza è la sua intelligenza e la sua abilità nell'uso dei computer. Benché sia più giovane di Éclair, Lumiére tende ad essere generalmente più matura dell'amica anche negli atteggiamenti, nel mondo di vestirsi e nelle preferenze. Anche per questa ragione, tenta spesso di convincere Éclair a comportarsi in modo più femminile. Oltre ad Éclair, Lumiere è molto amica anche dell'unità di intelligenza artificiale dell'astronave La Muse, Wirbelwind, che lei stessa ha creato.
Lumiére è in grado di prendere il controllo di qualsiasi circuito elettrico soltanto toccandolo. È inoltre in grado di utilizzare oggetti da grande distanza attraverso l'utilizzo di naniti, e può addirittura ricreare mini riproduzioni di sé stessa per avere degli aiuti nelle sue missioni di ricerca dati. I suoi poteri sono così illimitati da permetterle di infrangere oltre 3786 firewall in meno di dieci minuti o persino prendere il controllo dell'ecosistema di un pianeta. Nonostante la sua grande intelligenza però, la totale incapacità di difendersi fisicamente ha posto più di una volta Lumiére in pericolo di vita.
Lumière è stata oggetto di numerose rinascite nel corso degli ultimi duecento anni, ma a differenza di Éclair, non ha mai perso del tutto la memoria, cosa che spiegano la sua grande esperienza e maturità. Non è stato mai chiarito se le due sono rinate contemporaneamente o in occasioni differenti, ma in un flashback, si vede Lumière mostrare ad Éclair le corde intorno al GOTT dopo che Éclair aveva perduto la memoria. Il vero potere della ragazza, l'abilità di classe G "Particle" le permette di prendere il controllo della materia a livello subatomico. Verso la fine della serie, Lumière viene uccisa ed i suoi poteri assorbiti da Dvergr durante l'assalto al quartier generale del GOTT, ma viene poi ricreata da Eclipse in seguito, utilizzando il proprio potere del "Quantum Leap".